# Adiantum hollandiae
Adiantum hollandiae är en kantbräkenväxtart som beskrevs av Cornelis Rugier Willem Karel van Alderwerelt van Rosenburgh. Adiantum hollandiae ingår i släktet Adiantum och familjen Pteridaceae. Inga underarter finns listade.